# Egon Berger
Egon Berger (Nova Gradiška, 1912. – Zagreb, 26. travnja 1988.), hrvatski partizan, preživjeli logoraš sabirnog logora Jasenovac i autor knjige 44 mjeseca u Jasenovcu.

## Životopis
Egon Berger je rođen u Novoj Gradišci, 1912. godine, u židovskoj obitelji. U Zagrebu je prije Drugog svjetskog rata bio tekstilni radnik. Od uspostave Nezavisne Države Hrvatske (NDH) bio je član Narodnooslobodilačkog pokreta u Hrvatskoj. U kolovozu 1941., Bergera su uhitila dva ustaška agenta u Radišinoj ulici br. 3, ispred radnje u kojoj je radio. S najpotrebnijim stvarima, koliko je mogao skupiti na brzinu, odveden je u zatvor u Novu Ves, gdje su se već nalazili ostali zatočenici. Ondje je proveo tri dana, a zatim je odveden na Zavrtnicu gdje je s ostalim zatočenicima smješten u magazin tvornice "Kristalum". Nakon jedanaest dana, 10. rujna, 1941., Berger je s četrdeset zatočenika deportiran u sabirni logor Jasenovac. U Jasenovcu je proveo 44 mjeseci, gdje je svjedočio brojnim likvidacijama logoraša i brutalnosti Miroslava Filipovića, osuđenog kasnije zbog ratnih zločina na njemačkom vojnom sudu i jugoslavenskom civilnom sudu. 23. travnja, 1945. Berger je sudjelovao u proboju iz logora. Od 176 logoraša koji su sudjelovali u proboju uz Bergera, spasilo ih se samo 10. Odmah potom pristupio je 4. srpskoj brigadi XXI. narodno-oslobodilačke udarne divizije vojske Jugoslavije. 1966. godine izdao je knjigu "44 mjeseca u Jasenovcu", u kojoj je opisao svoje zatočeništvu u Jasenovcu. Egon Berger umro je u Zagrebu, 26. travnja 1988. godine. Pokopan je na Mirogoju.

## Djela
- 44 mjeseca u Jasenovcu, Grafički zavod Hrvatske, (1966.)